# Estrecho del Infiernillo
El estrecho del Infiernillo, también llamado canal del Infiernillo, es un estrecho canal marino localizado entre la isla del Tiburón y la costa del estado de Sonora en México. Es llamado así debido a que durante la pleamar y la bajamar se forman corrientes traicioneras que en ocasiones dificultan de gran manera la navegación. En la lengua seri se llama Xepe Coosot, «mar estrecho», o Xepe Heeque, «mar pequeño».
El estrecho tiene muchas barras y espigones de arena en ambos costas, siendo su configuración muy cambiante.
En su orilla se encuentra un asentamiento del pueblo seri (comcáac en seri), que ha habitado la región desde épocas prehispánicas. Este asentamiento se llama Punta Chueca (Socáaix en el idioma seri).
En 1975, el presidente Luis Echeverría declaró el estrecho del Infiernillo como zona de pesca exclusiva de los seri.

## Sitio Ramsar

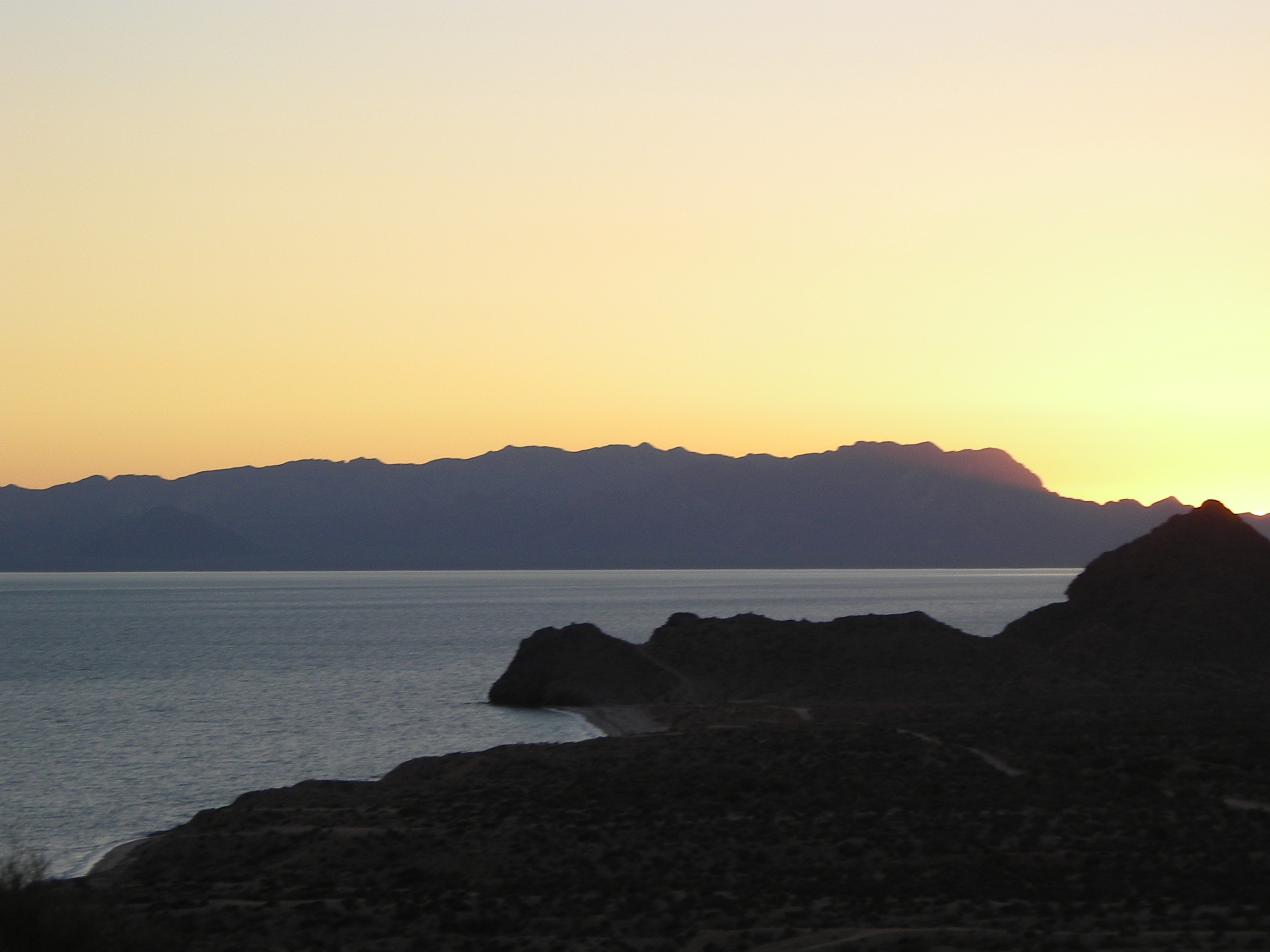
Vista de la parte sur de la isla Tiburón y el canal del Infiernillo.

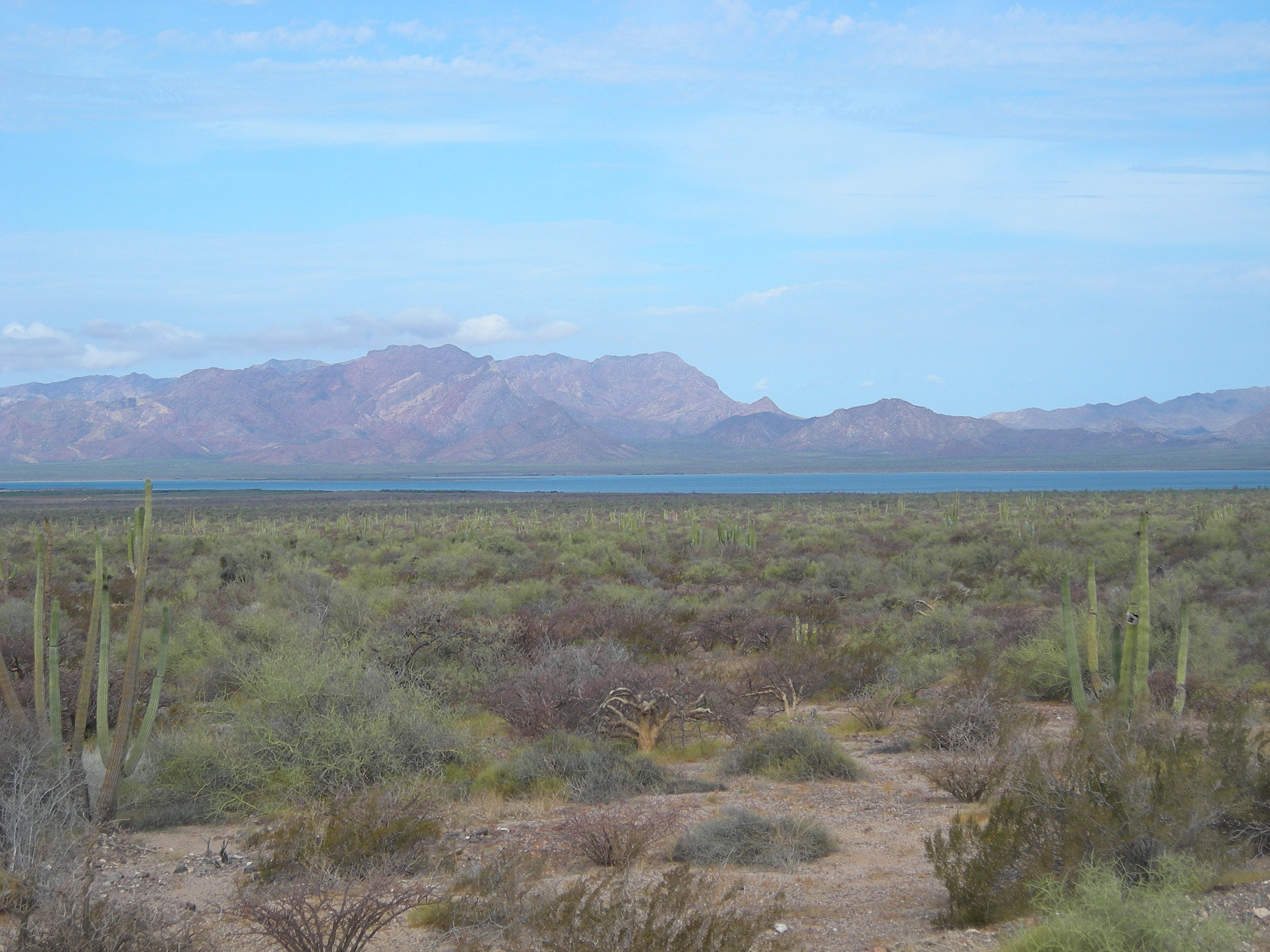
Vista de la parte sur de la isla Tiburón y el Canal del Infiernillo al sur del pueblo de Punta Chueca.

El 27 de noviembre de 2009 el «Canal del Infiernillo y esteros del territorio Comcaac (Xepe Coosot)» fueron incluidos como sitio Ramsar (n.º ref. 1891), protegiendo un área de 27 900 ha. Estos humedales proporcionan refugio, sustrato y alimento a varias especies que son la base para la pesca comercial y artesanal. Además, el sitio es hábitat de 81 especies endémicas de invertebrados del golfo de California y de varias especies amenazadas, como los manglares (Avicennia germinans, Laguncularia racemosa y Rhizophora mangle), totoaba (Totoaba macdonaldi), tortugas marinas (Eretmochelys imbricata, Caretta caretta, Dermochelys coriaceai, Lepidochelys olivacea y Chelonia mydas agassizi) y barnacla carinegra (Branta bernicla). Desde hace más de 2000 años, los seri han habitado esta región y muestran un amplio conocimiento ecológico tradicional, en el que basan sus prácticas de gestión de la pesca.